# Sauerland-Gruppe
Die sogenannte Sauerland-Gruppe war eine bis zum Jahr 2007 bestehende deutsche Zelle der hauptsächlich im Grenzgebiet von Pakistan und Afghanistan tätigen terroristischen Vereinigung Islamische Dschihad-Union (englisch: Islamic Jihad Union, IJU).
Die Namensgebung stammt nicht von der Gruppe. Sie bezieht sich auf die deutsche Mittelgebirgsregion Sauerland, in der am 4. September 2007 drei Mitglieder in einem Ferienhaus in Oberschledorn verhaftet wurden. Später wurden sie wegen Mitgliedschaft in einer terroristischen Vereinigung im Ausland, Vorbereitung eines Sprengstoffanschlags und Verabredung zum Mord angeklagt. Am 4. März 2010 wurden die drei Hauptangeklagten und ein Helfer vom Oberlandesgericht Düsseldorf zu mehrjährigen Haftstrafen verurteilt.

## Umfang und Umfeld der Gruppe
Zur Sauerland-Gruppe gehörten vier Männer im Alter zwischen 23 und 30 Jahren (2009), darunter zwei deutsche muslimische Konvertiten und zwei Männer mit türkischen Wurzeln. Das Strafverfahren gegen sie wurde am 22. April 2009 vor dem Oberlandesgericht Düsseldorf eröffnet. Der Einschätzung des Präsidenten des Bundeskriminalamtes Jörg Ziercke, der der Sauerlandgruppe etwa 20 Islamisten zurechnete, widersprach Generalbundesanwältin Monika Harms: „Bei der Zahl wäre ich vorsichtig. Als eigentliche Sauerlandgruppe sollte man in erster Linie die vier Männer bezeichnen, die jetzt vor Gericht stehen“.
In diesem Zusammenhang wurden weitere Personen wegen der Unterstützung der ausländischen terroristischen Vereinigung IJU zu Gefängnis- oder Bewährungsstrafen verurteilt.

## Ermittlungen
Im Oktober 2006 leitete der amerikanische Auslandsgeheimdienst NSA Erkenntnisse über intensiven Mailverkehr zwischen Deutschland und Pakistan über den Auslandsnachrichtendienst CIA an den deutschen BND weiter, der wiederum das Bundesamt für Verfassungsschutz einschaltete. Zuständig wurde schließlich das Gemeinsame Terrorismusabwehrzentrum. In Berlin wurde eine gemeinsame Arbeitsgruppe gegründet, in der deutsche Geheimdienstler und amerikanische CIA-Mitarbeiter „so eng wie nie“ zusammenarbeiteten. Unter dem Namen „Operation Alberich“ überwachten 500 Beamte rund um die Uhr alle Verdächtigen, hörten Telefone ab und verwanzten Wohnungen und PKW. Die von der Gruppe für den Bombenbau beschafften 585 kg Wasserstoffperoxid-Lösung wurde Ende Juli 2007 von den Beamten gegen eine harmlose Ersatzflüssigkeit ausgetauscht.
Der ägyptische Arzt Yehia Yousif, der eine Schlüsselrolle bei der Radikalisierung der Mitglieder dieser Gruppe spielte, hatte seit den 1990er Jahren als Scheich Abu Omar im Islamischen Informationszentrum Ulm gepredigt und auch im Multikulturhaus in Neu-Ulm verkehrt. Er stand von 1995 bis 2002 im Dienst des baden-württembergischen Verfassungsschutzes und galt als „der Hirnwäscher für etliche Angehörige der Sauerland-Gruppe und für deren Dunstkreis von vierzig, fünfzig jungen Leuten“.
Mevlüt Kar, Verbindungsmann der Sauerland-Gruppe zu al-Qaida und, nach Ermittlungen des Bundeskriminalamts, Beschaffer von Sprengzündern, war ein Kontaktmann des türkischen Geheimdienstes MIT, der auch Verbindungen zum US-Geheimdienst CIA hatte. Der Anführer der Sauerland-Gruppe sagte, an den Anschlagsplanungen seien Geheimdienste „nicht beteiligt gewesen und hätten die Gruppe keinesfalls gesteuert“.

## Prozess
Die Bundesanwaltschaft warf den Angeklagten im Strafprozess vor dem Oberlandesgericht Düsseldorf unter anderem Mitgliedschaft in einer terroristischen Vereinigung im Ausland (§ 129b, § 129a Abs. 2 StGB), Vorbereitung eines Sprengstoffverbrechens (§ 310 Abs. 1 Nr. 2 StGB) sowie Verabredungen zum Mord (§ 30, § 211 StGB) und zu einem Sprengstoffverbrechen (§ § 30, 310 StGB) vor.
Gegen den Anführer der Zelle wurde über diese Anklage hinaus wegen Rädelsführerschaft in einer terroristischen Vereinigung (§ 129a Abs. 4 StGB) und wegen Betruges (§ 263 StGB) und Steuerhinterziehung (§ 370 AO) ermittelt, da er Einkünfte seiner Frau zu niedrig und eigene Einkünfte aus Schwarzarbeit beim Bezug von Hilfe zum Lebensunterhalt nicht angegeben habe. Die Vorwürfe der Rädelsführerschaft in und der Gründung einer terroristischen Vereinigung im Inland wurden jedoch fallen gelassen.
Einer der Angeklagten hatte bei seiner Festnahme im Sauerland einem Polizisten die Pistole aus dem Holster gezogen und wollte auf den Polizisten schießen. Daher wurde er zusätzlich wegen versuchten Mordes (§ 23 Abs. 2, § 211 StGB) und Widerstand gegen Vollstreckungsbeamte (§ 113 StGB) verurteilt. Die Geständnisse der Angeklagten, die strafmildernd berücksichtigt wurden, umfassen rund 1700 Druckseiten. Auf ihrer Grundlage konnte der Prozess deutlich rascher abgeschlossen werden als zunächst prognostiziert. Die Geständnisse werden unter anderem als Antworten auf die Frage eingeschätzt, „wie sich junge, in Deutschland gut integrierte Männer so schnell von einer radikalen Ideologie beeinflussen lassen, dass sie am Ende gar zum Massenmord bereit waren.“
Der Prozess gegen die Sauerland-Gruppe endete am 4. März 2010 mit vier Verurteilungen, die jeweils etwas unter dem Antrag der Bundesanwaltschaft blieben. Zwei der Angeklagten erhielten Freiheitsstrafen von zwölf Jahren, einer von elf Jahren, der mitangeklagte Helfer der Gruppe wurde zu fünf Jahren Freiheitsstrafe verurteilt. Der Helfer wurde im Juli 2011 nach Verbüßen von zwei Drittel seiner Strafe auf Bewährung entlassen. Der Deutschtürke und später eingebürgerte Deutsche wurde ausgebürgert. Eine entsprechende Klage dagegen wurde vom Verwaltungsgericht Sigmaringen mit der Begründung abgewiesen, dass er bei seinem Einbürgerungsverfahren 2005 ein gegen ihn eingeleitetes Ermittlungsverfahren wegen Verstoßes gegen das Waffengesetz bewusst verschwiegen hatte. Damit ist er staatenlos.
Gegen Mevlüt Kar wurde bereits im August 2009 Haftbefehl erlassen; er wurde von der Türkei jedoch nicht ausgeliefert.
Im Februar 2019 wurde ein türkischer Staatsangehöriger, der als Mitglied der Sauerland-Gruppe elf Jahre Haft verbüßt hatte, in die Türkei abgeschoben. Die Vereinigten Staaten hatten sich seit 2016 um seine Auslieferung bemüht, um ihn wegen seiner Beteiligung an drei tödlichen Anschlägen in Afghanistan auf amerikanische Soldaten im Jahr 2006 und 2008 vor Gericht zu stellen. Die deutschen Behörden hatten wegen des Verbots von Doppelbestrafung gefordert, bestimmte Anklagepunkte fallenzulassen. Das hatten amerikanische Stellen abgelehnt.
Zwei Tage nach seiner Landung setzten die türkischen Behörden Adem Yilmaz auf freien Fuß.

## Film
- Peter Gerhardt und Ahmet Senyurt: Terroristenjagd im Sauerland. Wie das BKA ein Blutbad verhinderte. ARD-Dokumentation, 2. März 2009, 45 Minuten. youtube.com